# Enrique Martínez Marín
Enrique Martínez Marín   (Barcelona, 14 d'abril de 1927 - Espolla, 26 d'agost de 1949) dit Quique, fou un anarquista i guerriller antifranquista català.

## Biografia
Va començar a militar en el moviment anarquista juvenil de les Joventuts Llibertàries en els anys quaranta; va arribar a ser director del districte de Carmel (Barcelona) en la Federació local de la FIJL. Aviat va començar a dur a terme accions de guerrilla contra el franquisme amb els grups d'acció més radicals. Acusat d'activitats il·legals, va ser detingut i empresonat el 8 d'agost de 1947. Fou alliberat sota fiança el 25 de març de 1948.
Un cop fora, Martínez Marín va reprendre immediatament els contactes amb els anarquistes i els maquis: es van unir al grup d'acció de Josep Lluís i Facerias, "especialitzada" en la pràctica de l'expropiació, robatori de bancs i en el disseny d'atacs contra exponents del règim.
El 26 d'agost de 1949, mentre travessava els Pirineus per aixoplugar-se a França, el seu grup va caure en una emboscada de la Guàrdia Civil. En el tiroteig que va seguir hi van trobar la mort Celedonio García Casino i Marín, mentre Facerias aconseguí escapar amb Antoni Franquesa i Funoll que va restar ferit.
El Quique tenia 22 anys. Com el Celes García Casino fou enterrat al cementiri d'Espolla, a Girona.